# Chiesanuova (São Marinho)
Chiesanuova, também chamada Pennarossa («Pomba vermelha») é uma das nove comunas (ou castelli) da República de  San Marino. É uma localidade muito agrícola, fica localizada no sudoeste do país e tem 1.146 habitantes.
Esta localidade e as suas terras pertencem a San Marino desde 1320. O brasão desta comuna representa uma pomba vermelha, daí o nome de Pennarossa, com que também é conhecida como Chiesnuova.

## Dados
- População (2020): 1.146 habitantes.
- Área: 5,46 km²
- Densidade demográfica: 178,75 h/km²
- Capital: Chiesanuova